# 座間富士夫
座間 富士夫 (ざま ふじお、1月5日) は、日本のボーカリスト・役者・声優。滝田洋二郎監督作品「ラストレシピ〜麒麟の舌の記憶〜」で映画俳優デビュー。

## 交流関係
LIVEで共演した明石昌夫、広本葉子、田中一光、奥村・レスリー・和也、GLAYやhideとの音楽活動でも有名なD.I.E.と音楽関係者が多い。
役者では舞台「キダリダ」で共演の工藤俊作、映画「アニメ女子・外伝 ～藍の翼・カーレッジ～」で共演した新井敬太。エグゼクティブプロデューサーの村上恒一の60歳の誕生日ではこれを祝っている。

## 同窓会LIVE
B'zのサポートメンバーZARDの編曲で有名なベーシスト明石昌夫によるイベント。キーボーディストに広本葉子。ドラマーに田中一光。そして明石の親友 奥村・レスリー・和也をギタリストにむかえたバンドのボーカリストとして座間富士夫が名曲を歌ったLIVE。以後も親しい仲が続いている。

## FF8考察者
有名ゲーム解説YouTuberである「てつお」に、FF8の曲「Maybe I'm a Lion」を並べ替えると「Maybe I'm Linoa」になるというアナグラムの最初の発見者として、座間富士夫が「FF8都市伝説」にて紹介されている。座間自身リノアル説を信じている。

## 出演

### 映画
2017年
- ラストレシピ〜麒麟の舌の記憶〜 (軍人)

2019年
- アニメ女子・外伝 ～藍の翼・カーレッジ～ (堀場翼)。

2021年
- トラップ・ガール(森田貴也)

### ドラマ
2018年
- ランチタイム終わりました2。～おかわり～ (幸田)

2019年
- ランチタイムはじめちゃった。(幸田)

2021年
- ランチタイム終わりました新〜あらた〜(幸田)

### オリジナルビデオ
- クローゼット（2020年7月17日[7]、スパイスビジュアル） - BARのマスター 役
- ハニースクーパー(敵)[8]

### 舞台
2015年
- ぴかれすく〜詐欺師と女と女と女〜(枝元信一)
- Book maker(主演 森下雄吾)

2016年
- wonder×worksプロデュース「キダリダ→」（6月　俳優座劇場　ABCホール）
- ロマンスのココロ(黒部五郎)

2017年
- AVA戦場に散りし十字架と塩胡椒 最後に愛と(やすし)（新宿村）

2019年
- つばは微笑む

### 声優
2017年
- ステイク・ランド 戦いの旅路（ブラザー役)
- プロジェクトニンバス PS4版(シャノン役)

2018年
- キャロルの小さなアドバイス(語り手)
- ファインド・ミー（新宿村）

その他
- 荒野の処刑(囚人)
- ソルジャー・ゴールド(ドイツ人技師)

### PC
- Star Crusade(サン・バーラ)
- Shadow Tactics(サムライ)

### アプリ
- メルヘン・ザ・ブラッド(コオロギ、かかし)
- 封神ヒーローズ(余元、大口真神)

### PS4
- hidden dragon legend(敵)

### ナレーション・音声ガイド
- ランチタイム終わりました2おかわりメイキング(幸田)
- 静岡市三保松原文化創造センター「みほしるべ」(展示室音声、白龍役)
- 三保松原物語 (白龍)(主役)

### YouTube
- FF8都市伝説 ゲスト出演

### LIVE
- 2018年11月11日 「同窓会LIVE」新宿SAMURAI　Vo 座間富士夫 G レスリー　Ba 明石昌夫 Key 広本葉子 Dr 田中一光
- 2019年11月9日 「DIE solo」北参道GRAPES ゲストVo参加